# Le Baron (personnage de fiction)
Pour les articles homonymes, voir Le Baron et Baron.
Le Baron est un personnage de roman, mais aussi le titre de la série de ces romans, créé par Anthony Morton, un des nombreux pseudonymes de l'écrivain britannique John Creasey (1908-1973).

## Présentation
John Mannering, alias « le Baron », est au début de la série de romans, un cambrioleur populaire, puisqu'il ne détrousse que les très riches et sans jamais faire de mal. Pendant plusieurs années, il met sur les dents la police, et surtout le superintendant Bill Bristow, qui arrive à déduire, par un fâcheux concours de circonstances, que Mannering et le Baron ne font qu'un, sans toutefois arriver à disposer, plus d'un instant fugace, d'une preuve tangible, prestement escamotée et dont la disparition donnera à Mannering l'occasion de sauver la vie de Bristow.
Par amour pour sa femme Lorna, Mannering stoppe un jour son activité de cambrioleur pour se métamorphoser en honorable antiquaire, propriétaire du magasin Quinn's.
Cependant, bien que « rangé », sa curiosité et son intuition hors du commun ont vite fait de le mettre dans des affaires où il se retrouve alternativement ou simultanément en train d'être pourchassé par la police, ou en train d'aider son ex-vieil ennemi le superintendant Bristow, de Scotland Yard, désormais devenu un ami du couple, tremblant à l'idée que les imprudences du « Baron », même devenu honnête, ne le conduisent en prison ou à prendre une mauvaise balle dans ses démêlés avec divers bandits rencontrés au cours de ses aventures.

## La naissance du gentleman cambrioleur
John Mannering est un gentleman qui, rentré en Angleterre après la Guerre, perdit toute sa fortune à cause de sa passion pour les courses de chevaux. Cette passion lui dévora la majeure partie de sa fortune familiale. Néanmoins, il finit par se rendre compte qu'il atteignait un seuil critique et décida prudemment de se retirer dans le comté de Somerset et d'y vivre simplement avec les maigres restes de sa fortune passée.
Nous le retrouvons trois ans plus tard, désirant épouser une jeune fille de bonne famille, Patricia Overndon. Cependant, celle-ci refusa lorsqu'il lui apprit qu'il était pratiquement ruiné et qu'elle devrait  se contenter d'un revenu de 3000£ par an. Dégoûté, il retourna à Londres et décida de mener la grande vie en dépensant la totalité de l'argent qui lui restait.
Nous le retrouvons encore un an après l'épisode de la demande en mariage, se faisant sermonner par ses amis, s'inquiétant de la situation financière de John. On y apprend qu'il a dépensé plus de 30 000 £ en un an et qu'il ne lui reste plus que 10 000 £ de son ancienne fortune. Il joue toujours au courses et c'est d'ailleurs à cet endroit qu'il sympathise avec Hugo Fauntley, un riche lord qui vient de faire l'acquisition d'un célèbre diamant, le Liska. Il étonna ce dernier en lui disant qu'il vient de gagner 9 000 £ aux courses (il exagéra ses gains), et ce sans laisser paraître une émotion.
Cette déclaration lui valut une invitation de Lord Fauntley, qui lui présenta sa fille Lorna lors du dîner. Le Lord lui présenta alors sa précieuse collection de bijoux qui intéressa vivement John. Après cette soirée, Mannering décida de dévaliser le coffre de Lord Fauntley, celui-ci l'ayant ouvert devant John, il en connaissait la combinaison et cette opération ne représentait alors que peu de risque. Cependant Lorna le surprit et il dut s'enfuir. Celle-ci le reconnut mais garda le silence, jusqu'au jour du mariage de la première conquête de Mannering, qui l'avait rejeté à cause de son manque d'argent, où John déroba un collier de perles offert à la mariée sous le regard de Lorna, conquise.
À partir de ce moment-là, John décida de vivre pleinement ses passions des joyaux et de l'aventure en devenant cambrioleur, ou plus précisément gentleman cambrioleur, et commença à délester les riches aristocrates anglais de leurs précieux bijoux.

## Les bijoux et pierres
John Mannering est avant tout un grand amateur de pierreries. Il préfère les rubis qui sont, selon ses propres mots, des « gouttes de sang du cœur de Terre-Mère ».
Sa passion le mettra souvent dans de fâcheuses situations.

## Voitures de John Mannering/Le Baron
- Une Aston Martin bleue/verte métallisée, qu'il utilise pour ses sorties « officielles ».
- Une Ferrari noire, qu'il utilise lorsqu'il cherche à ne pas se faire remarquer.
- Une Buick noire, qu'il utilise seulement en cas d'urgence en tant que Baron et non pas sous son vrai nom.
- Un Austin noire garée dans un parking à proximité de son domicile, plus discrète extérieurement, mais dont le moteur a été amélioré pour échapper à ses poursuivants.

## Série «Le Baron» (signée Anthony Morton)
- 1937 : Le Baron les croque (Meet the Baron ou The Man in the Blue Mask)
- 1937 : The Baron Returns ou The Return of Blue Mask
- 1938 : Le Baron chez les fourgues (The Baron Again ou Salute Blue Mask) – Réédité sous le titre « Le Baron et le receleur »
- 1938 : The Baron at Bay ou Blue Mask at Bay
- 1939 : Alias the Baron ou Alias Blue Mask
- 1939 : The Baron at Large ou Challenge Blue Mask !
- 1940 : Noces pour le Baron (Versus the Baron ou Blue Mask Strikes Again)
- 1940 : Call for the Baron ou Blue Mask Victorious
- 1943 : Le Baron est bon prince  (The Baron Comes Back)
- 1945 : Le Baron se dévoue (A Case for the Baron)
- 1945 : Reward for the Baron
- 1946 : Le Baron et le poignard (Career for the Baron)
- 1947 : Le Baron soupçonne la cloche (The Baron and the Beggar) – Réédité sous le titre « Le Baron et le clochard »
- 1948 : Le Baron cambriole (Blame the Baron)
- 1948 : Une corde pour le Baron (A Rope for the Baron)
- 1949 : Le Baron bouquine (Books for the Baron)
- 1950 : Larmes pour le Baron (Cry for the Baron)
- 1950 : Piège pour le Baron (Trap the Baron)
- 1951 : Le Baron riposte (Attack the Baron)
- 1951 : L'ombre du Baron (Shadow for the Baron)
- 1952 : Le Baron est prévenu (Warn the Baron)
- 1953 : Le Baron voyage (The Baron Goes East)
- 1953 : Le Baron passe la Manche (The Baron in France)
- 1953 : Le Baron risque tout (Danger for the Baron)
- 1954 : The Baron Goes Fast
- 1954 : Le Baron et les œufs d'or (Nest-Egg for the Baron ou Deaf, Dumb and Blonde)
- 1955 : Un solitaire pour le Baron (Help from the Baron)
- 1956 : Hide the Baron
- 1957 : Frame the Baron ou The Double Frame
- 1958 : Une sultane pour le Baron (Red Eye for the Baron ou Blood Red)
- 1959 : Black for the Baron ou If Anything Happens to Hester
- 1960 : Salute for the Baron
- 1961 : Le Baron et le fantôme (A Branch for the Baron ou The Baron Branches Out)
- 1962 : Le Baron aux abois (Bad for the Baron ou The Baron and the Stolen Legacy)
- 1963 : Le Baron et le sabre mongol (A Sword for the Baron ou He Baron and the Mogul Swords)
- 1964 : Le Baron et le masque d'or (The Baron on Board)
- 1964 : The Baron and the Chinese Puzzle
- 1966 : Sport for the Baron
- 1967 : Affair for the Baron
- 1968 : The Baron and the Missing Old Masters
- 1969 : The Baron and the Unfinished Portrait
- 1970 : Last Laugh for the Baron
- 1971 : The Baron Goes A-Buying
- 1972 : The Baron and the Arrogant Artist
- 1973 : Burgle the Baron
- 1975 : The Baron - King Maker (publication posthume)
- 1979 : Love for the Baron (publication posthume)